# 그 날 (2008년 영화)
그날(The Day)은 한국에서 제작된 조재형 감독의 2008년 드라마 영화이다. 승의열 등이 주연으로 출연하였고 고영준 등이 제작에 참여하였다.

## 출연

### 주연
- 승의열
- 채종국
- 원풍년
- 오재균

## 제작진
- 조연출: 박혜연
- 붐어시스턴트: 배기호
- 믹싱: 공태원
- 미술: 장춘섭